# Persona doll
A Persona Doll  egy gyermek előítélet  - és konfliktuskezelő módszer. Segítségével hatékonyan  és játékosan dolgozható fel a sztereotípia és az esélyegyenlőség témája az óvodás és alsó tagozatos gyermekek körében, és kreatívan használható a gyermekek között felmerülő konfliktusok kezelésére is. A Persona Doll módszer eredetileg Nagy -Britanniában került kidolgozásra, hazánkban 2008-ban került bemutatásra. Hazai továbbfejlesztője az Ec-Pec Alapítvány.
A módszer középpontjában a Persona Doll áll, ami egy életszerű baba. A baba kulturális hátterének megfelelően van felöltöztetve. Ezenkívül a babát személyiségjegyekkel ruházzák fel: családi háttér, jó és rossz tulajdonságok, kedvenc tárgyak stb. A Persona Doll babák másik különlegessége az, hogy ők a pedagógus/nevelő babái, nem a gyerekeké, tehát nem játékeszközök. Hatékony alkalmazásukhoz a pedagógusnak kötődnie kell hozzájuk, és ki kell alakítania saját egyéni munkamódszerét velük.

## A módszer története
A módszer gyökerei az 1980-as évek elejére tehetők, amikor az Egyesült Államok oktatási rendszerében tért kapott az előítélet megelőzése, illetve kezelése. Kay Taus, amerikai oktatási szakember tekinthető a módszer „anyjának”, aki már az 50-es évektől, mint gyakorló óvónő, papírbabákat használt a kultúrák bemutatására. Később az Anti-Bias Task Force (Előítélet Ellenes Munkacsoport) megbízásából a módszer bekerült az előítélet ellenes tananyag fejlesztésbe is (Derman-Sparks et al, 1997).
A módszer konkrét használata a dél-afrikai óvópedagógus és oktatási szakember, Babette Brown nevéhez köthető. Brown politikai menekültként érkezett a 90-es években Nagy-Britanniába, ahol hamarosan megalakította a Persona Doll oktatási centrumot. Ő írta le először a módszer pontos használatát, fejlesztett ki hozzá a továbbképzési anyagot, forgatott filmeket a módszer használóinak körében (Brown, 2001). Brown nevéhez köthető, hogy a módszer Európában is.
Ausztráliában ugyanakkor egy meglehetősen szigorú (ám minden bizonnyal szakmailag indokolt) szabályrendszer szerint lehet csak használni a módszert, és kutatást is folytatnak a módszer használói körében. Ott a babák neve egyébként nem Persona Doll, hanem Diversity Doll. A CEIEC Centre for Equity and Innovation in Early Childhood munkacsoport a Melbourne University részeként felelős a továbbképzésekért. McNaughton, a munkacsoport vezetőjének kutatásai eredményeként bebizonyosodott, hogy a gyermekek körében mért előítéletes viselkedés csökkent a babák használatát követően.

## A módszer alkalmazásának előnyei
A pedagógusok a Persona Doll használata során:
Fejlesztik saját képességeiket az aktív odafigyelésre, pro-aktív módon alkalmazzák a babákat és azonnal reagálnak a felmerülő konfliktusokra. Fontos, hogy olyan kényes kérdésekről is tudnak beszélgetni a gyermekekkel, melyeket korábban esetleg vonakodtak felvetni. Továbbá tudatosítják magukban a bennük élő sztereotípiákat és segítenek  a gyerekeknek megbirkózni aggodalmaikkal, félelmeikkel. 

A gyermekek a Persona Doll használata során:
Növekszik önbizalmuk, és bővítik szókincsüket. Megtanulnak kiállni önmagukért és azokért az emberekért akik kénytelenek igazságtalanságokat elszenvedni, továbbá megértik saját egyéniségüket, pozitívan tekintenek önmagukra, és saját családi -kulturális hátterükre.

## A módszer külföldön
A módszert nagy sikerrel alkalmazzák Ausztráliában, Németországban, Dél-Afrikában, Nagy-Britanniában és Hollandiában is.
A Persona Doll módszert évek óta sikerrel alkalmazzák az Amerikai Egyesült Államokban míg Közép-Európában kevésbé ismert. A dán, holland és brit szervezetek által nem régiben megvalósított Persona Doll babák: oktatás előítéletek nélkül elnevezésű projekt  a figyelem középpontjába állította e babákat, és hatásos voltukat a rasszizmus és a diszkrimináció egyéb fajtái elleni küzdelemben. Ezekben az országokban több tudatosságnövelő konferenciát és szemináriumot is szerveztek már e témában, azonban a projekt igazi ereje a diákokkal és a pedagógusokkal folytatott munkában rejlik.

## Külső hivatkozások
(eng) https://web.archive.org/web/20070912075241/http://www.foundation-stage.info/newfsf/articles/previews/FSFArticle_72.php 
(eng) http://www.persona-doll-training.org/